# Morwamosu
Morwamosu è un villaggio del Botswana situato nel distretto Meridionale, sottodistretto di Ngwaketse West. Il villaggio, secondo il censimento del 2011, conta 696 abitanti.

## Località
Nel territorio del villaggio sono presenti le seguenti 14 località:
- Bothobelo di 3 abitanti,
- K 18,
- K18 Cattle Post di 11 abitanti,
- Kanke,
- Khekhu di 2 abitanti,
- Khuthane,
- Kia di 12 abitanti,
- Madikane di 10 abitanti,
- Malefe / Morwamoswane di 3 abitanti,
- Mathathane di 21 abitanti,
- Motlhamongwe di 1 abitante,
- Palamaokowe di 3 abitanti,
- Polokabatho di 3 abitanti,
- Tlholwane di 10 abitanti